# الكتابة الطبية
الكاتب الطبي هو الشخص الذي يطبق مبادئ البحوث السريرية في وضع وثائق التجارب السريرية التي تصف بفعالية وبشكل واضح نتائج البحوث، واستخدام المنتج، والمعلومات الطبية الأخرى. يطور الكتاب الطبيون أيًا من الوحدات الخمس للوثيقة الفنية المشتركة. يضمن الكتاب الطبيون أيضًا أن مستنداتهم تتوافق مع الإرشادات التنظيمية أو المجلة أو غيرها من حيث المحتوى والشكل والهيكل.
الكتابة الطبية بوصفها وظيفة ترسخ في الأدوية والأبحاث تنظيم عقد صناعة لأن الصناعة اعترفت أنه يتطلب مهارة خاصة لإنتاج وثائق منظم جيدا أن المعلومات الحالية بوضوح ودقة. كل جديد المخدرات تذهب من خلال عملية معقدة بشكل متزايد من التجارب السريرية والتنظيمية الإجراءات التي تؤدي إلى موافقة السوق. هذا الطلب على التعبير الواضح للعلوم الطبية، يدفع الطلب على المستندات المكتوبة جيدًا والمتوافقة مع المعايير التي يمكن للمهنيين الطبيين قراءتها وفهمها بسهولة وبسرعة. وبالمثل، تشارك المؤسسات الطبية في الأبحاث المترجمة، ولدى بعض الكتاب الطبيين خبرة في تقديم الدعم الكتابي للباحثين الرئيسيين لطلبات المنح والمنشورات المتخصصة.

## أنواع
يمكن تصنيف الكتابة الطبية لصناعة الأدوية إما على أنها كتابة طبية تنظيمية أو كتابة طبية تعليمية .
التنظيمية الكتابة الطبية وسائل خلق الوثائق التي تتطلب الهيئات التنظيمية في عملية الموافقة على الأدوية، الأجهزة الطبية و البيولوجية . يمكن أن تكون الوثائق التنظيمية ضخمة وذات صيغة معينة. وهي تشمل بروتوكولات الدراسة السريرية، وتقارير الدراسات السريرية، ونماذج الموافقة المستنيرة للمريض، وكتيبات المحققين والوثائق الموجزة (على سبيل المثال في تنسيق المستند الفني المشترك [CTD]) التي تلخص وتناقش البيانات التي تجمعها الشركة في سياق تطوير منتج طبي.
تعني الكتابة الطبية التعليمية كتابة وثائق حول الأدوية والأجهزة والبيولوجيا للجمهور العام ولجماهير محددة مثل متخصصي الرعاية الصحية. وتشمل هذه الأدبيات المبيعات للأدوية التي تم إطلاقها حديثًا، وعروض البيانات للمؤتمرات الطبية، ومقالات المجلات الطبية للممرضات والأطباء والصيادلة، وتثقيف المستهلكين والبرامج والمواد الدائمة للتعليم المستمر (CE) أو التعليم الطبي المستمر (CME). إنه يلعب دورًا مهمًا للغاية في الترويج لمختلف العلامات التجارية الصيدلانية لكل من مقدمي الرعاية الصحية والمستهلكين. تستخدم أنواع الاتصال المختلفة وسائط مختلفة لتقديم الكتابات.
تشمل الأنواع الأخرى من الكتابة الطبية الصحافة والتسويق، وكلاهما يمكن أن يكون لهما تركيز على الكتابة الطبية.
بغض النظر عن نوع الكتابة الطبية، تقوم الشركات إما بتعيينها لكاتب داخلي أو «الاستعانة بمصادر خارجية» لكاتب مستقل أو كاتب طبي متعاقد.

## المنظمات
تمثل العديد من المنظمات المهنية الكتاب الطبيين حول العالم. وتشمل هذه:
- (American Medical Writers Association (AMWA [4]
- (Australasian Medical Writers Association (AMWA
- (European Medical Writers Association (EMWA[5]
- (Indian Medical Writers Association (IMWA[6]
- (Chinese Medical Writers Community (CMWC

توفر هذه المنظمات منتدى يلتقي فيه الكتاب الطبيون ويتبادلون المعرفة والخبرة. إنهم يعززون التطوير المهني ومعايير التميز في التوثيق، ويساعدون الكتاب في العثور على فرص عمل. تقدم كل هذه المنظمات تدريبات أساسية على الكتابة الطبية.

## كتب عن الكتابة الطبية
Stephanie Deming of the معدلو مجلس العلوم compiled in 2003 a list of books that might be helpful in medical and/or science writing. In 1978 the المجلة الطبية البريطانية editor Stephen Lock recommended Hawkins's 1967 book Speaking and writing in medicine and 4 other books.

## أهمية الوضوح
أهم ميزة في أي مقالة هي الوضوح. المبادئ التوجيهية المفيدة هي الكتابة بجمل قصيرة إلى حد ما، مع إبقاء الكلمات والعبارات بسيطة قدر الإمكان. تعد قراءة المقالة بصوت عالٍ طريقة جيدة لاكتشاف مدى وضوحها، وعادةً ما يكتب بعض المؤلفين مسوداتهم الأولى باستخدام جهاز تسجيل. ومن المفيد أيضا لقراءة مقالات كتبها أسياد أسلوب طبي، مثل ريتشارد آشر و يليام بويد.